# Бетанин, Пауло Сержио
Пауло Сержио Бетанин (итал. Paulo Sergio Betanin; род. 10 января 1986) более известный как просто Паулиньо — бразильский футболист, нападающий. Помимо бразильского имеет ещё итальянское гражданство.

## Карьера
Паулиньо начал свою карьеру в Жувентуде. В январе 2005 года был куплен итальянским Ливорно. Дебютировал футболист Серии А 17 апреля 2005 года в матче против «Фиорентины».
В сезоне 2007/08 Паулиньо был отдан в аренду в Гроссето, а через сезон — в Сорренто В 2009 году футболист вместе с командой вышел в Серию A..
В 2014 году Паулиньо был продан за 8 млн евро в Аль-Араби.

## Международная карьера
Паулиньо попал в заявку молодёжной сборной Бразилии на молодёжный чемпионат Южной Америки; на этом турнире футболист провёл четыре игры и забил один гол.